# Köln Messe/Deutz vasútállomás
Köln Messe/Deutz állomás  egy átmenő vasútállomás Németországban, Kölnben. Az állomáson egyaránt megállnak a távolsági ICE és a regionális vonatok. A német vasútállomáskategória első osztályába tartozik, ebben a kategóriában 20 német főpályaudvar található, jellemzően a legnagyobbak és legfontosabbak.

## Vasútvonalak
Az állomást az alábbi vasútvonalak érintik:
- Köln-Deutz–Duisburg-vasútvonal (KBS 415, 450.6)
- Rheinstrecke
- Köln-Deutz–Gruiten-vasútvonal (KBS 455)
- (Köln-Bergisch Gladbach KBS 450.11)
- Siegstrecke (KBS 450.12/13, 460)
- (Rechte Rheinstrecke a Siegstrecke-n keresztül, KBS 465)
- (Köln–Frankfurt nagysebességű vasútvonal a Siegstrecke-n keresztül, KBS 472)

## Forgalom

### Távolsági forgalom
| Járat  | Útvonal | Ütem                        |
| ------ | --- | --------------------------- |
| ICE 10 | Berlin – Hannover – Bielefeld – Hamm – Dortmund – Essen – Duisburg – Düsseldorf – Köln Messe/Deutz – Köln/Bonn Flughafen | bizonyos vonatok            |
| ICE 31 | Köln – Köln Messe/Deutz – Dortmund – Münster – Bréma – Hamburg-Altona | egy vonat hétfőtől péntekig |
| ICE 41 | (Dortmund –) Essen – Duisburg – Düsseldorf – Köln Messe/Deutz – Frankfurt Flughafen – Frankfurt – Würzburg – Nürnberg – München | 60 perc                     |
| ICE 42 | Hamburg-Altona – Bréma – Osnabrück – Münster – Dortmund – Bochum – Essen – Duisburg – Düsseldorf – Köln Messe/Deutz – Frankfurt Flughafen – Mannheim – Stuttgart – Ulm – Augsburg – München                                                             | bizonyos vonatok            |
| ICE 47 | Münster/Dortmund – Essen – Duisburg – Düsseldorf – Köln Messe/Deutz – Frankfurt Flughafen – Mannheim – Stuttgart | 120 perc                    |
| IC 55  | Köln – Köln Messe/Deutz – Solingen – Wuppertal – Hagen – Dortmund – Hamm – Gütersloh – Bielefeld – Herford – Hannover – Braunschweig – Magdeburg – Schönebeck – Köthen – Halle – Leipzig/Halle Flughafen – Leipzig – Riesa – Dresden-Neustadt – Dresden | bizonyos vonatok            |

### Regionális forgalom
| Járat                          | Útvonal | Ütem              |
| ------------------------------ | --- | ----------------- |
| RE 1 NRW-Express               | (Paderborn –) Hamm – Dortmund – Essen – Duisburg – Düsseldorf – Köln Messe/Deutz – Köln – Düren – Aachen                               | 060 percenként    |
| RE 5 Rhein-Express             | Emmerich – Wesel – Oberhausen – Duisburg – Düsseldorf – Köln Messe/Deutz – Köln – Bonn – Remagen – Andernach – Koblenz                 | 060 percenként    |
| RE 7 Rhein-Münsterland-Express | Rheine – Münster – Hamm – Hagen – Wuppertal – Solingen – Köln Messe/Deutz – Köln – Neuss – Krefeld                                     | 060 percenként    |
| RE 8 Rhein-Erft-Express        | Mönchengladbach – Köln – Köln Messe/Deutz – Köln/Bonn Flughafen – Troisdorf – Bonn-Beuel – Neuwied – Koblenz-Ehrenbreitstein – Koblenz | 060 percenként    |
| RE 9 Rhein-Sieg-Express        | Aachen – Düren – Köln – Köln Messe/Deutz – Troisdorf – Au (Sieg) – Siegen                                                              | 060 percenként    |
| RE 12 Eifel-Mosel-Express      | Köln Messe/Deutz – Köln – Euskirchen – Kall – Gerolstein – Trier                                                                       | 120 percenként    |
| RE 22 Eifel-Express            | Köln Messe/Deutz – Köln – Euskirchen – Kall – Gerolstein                                                                               | 120 percenként    |
| RB 24 Eifelbahn                | Köln Messe/Deutz – Köln – Euskirchen – Kall                                                                                            | 060 percenként    |
| RB 25 Oberbergische Bahn       | Köln – Köln Messe/Deutz – Overath – Gummersbach – Marienheide                                                                          | 030 percenként    |
| MRB 26 MittelrheinBahn         | Köln Messe/Deutz – Köln – Bonn – Remagen – Andernach – Koblenz (weiter als MRB 32 Koblenz – Bingen – Mainz)                            | 060 percenként    |
| RB 27 Rhein-Erft-Bahn          | (Mönchengladbach –) Köln – Köln Messe/Deutz – Troisdorf – Bonn-Beuel – Neuwied – Koblenz                                               | 060 percenként    |
| RB 35 Der Weseler              | Wesel – Duisburg – Düsseldorf – Köln Messe/Deutz – Köln                                                                                | egy vonat naponta |
| RB 38 Erft-Bahn                | Düsseldorf – Neuss – Grevenbroich – Bedburg (Erft) – Köln – Köln Messe/Deutz                                                           | 060 percenként    |
| RB 48 Rhein-Wupper-Bahn        | Wuppertal – Solingen – Köln Messe/Deutz – Köln – Bonn – Bonn-Mehlem                                                                    | 030 percenként    |
| S 6 S-Bahn Rhein-Ruhr          | Essen – Ratingen Ost – Düsseldorf – Langenfeld (Rheinl) – Köln Messe/Deutz – Köln – Köln-Nippes                                        | 020 percenként    |
| S 11 S-Bahn Rhein-Sieg         | Düsseldorf Flughafen Terminal – Düsseldorf – Neuss – Dormagen – Köln – Köln Messe/Deutz – Bergisch Gladbach                            | 020 percenként    |
| S 12 S-Bahn Rhein-Sieg         | (Düren –) Sindorf – Horrem – Köln – Köln Messe/Deutz – Troisdorf – Siegburg/Bonn – Hennef (– Au (Sieg))                                | 020 percenként    |
| S 13 S-Bahn Rhein-Sieg         | (Aachen – Horrem –) Köln – Köln Messe/Deutz – Köln/Bonn Flughafen – Troisdorf                                                          | 020 percenként    |

## Képgaléria

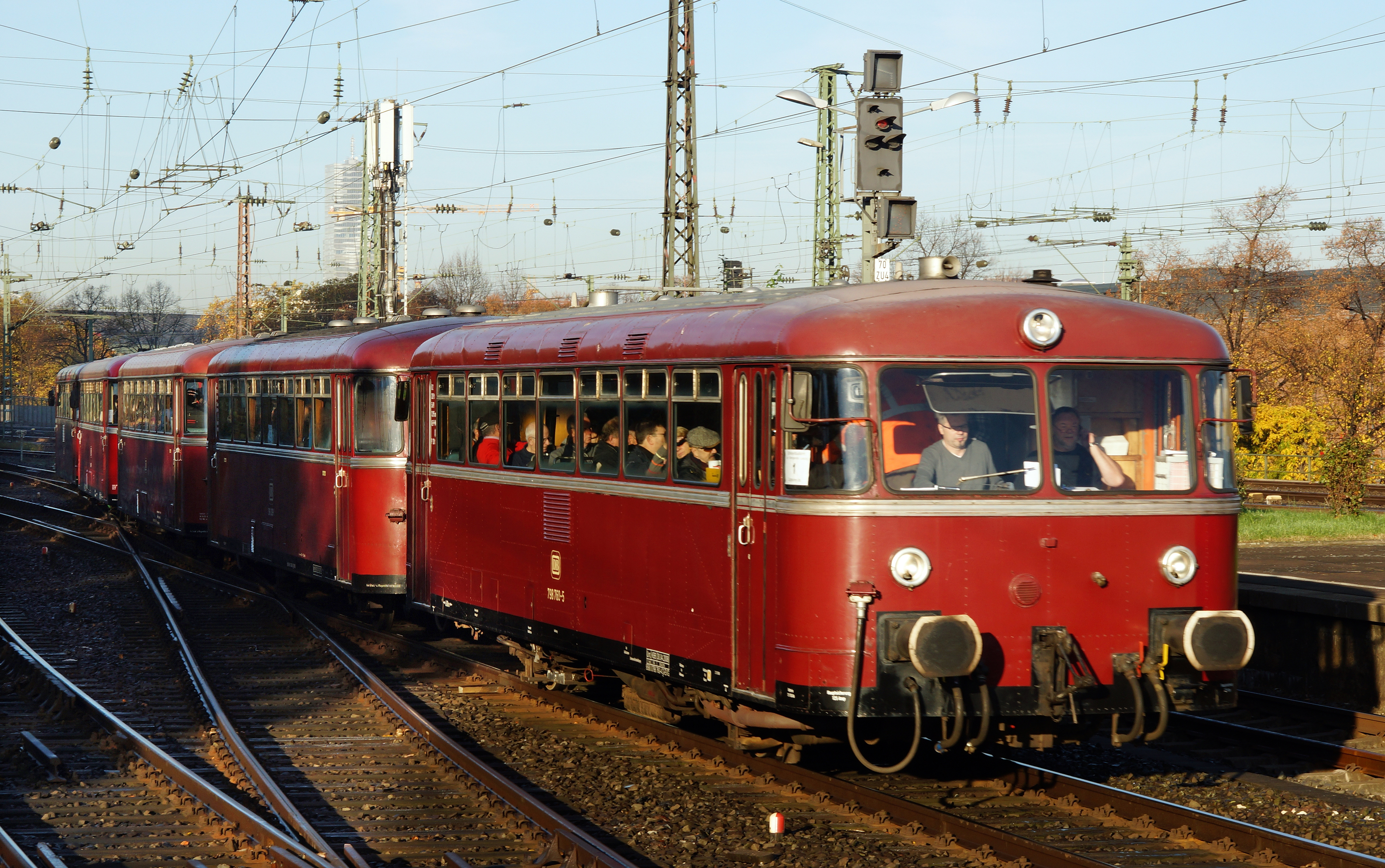
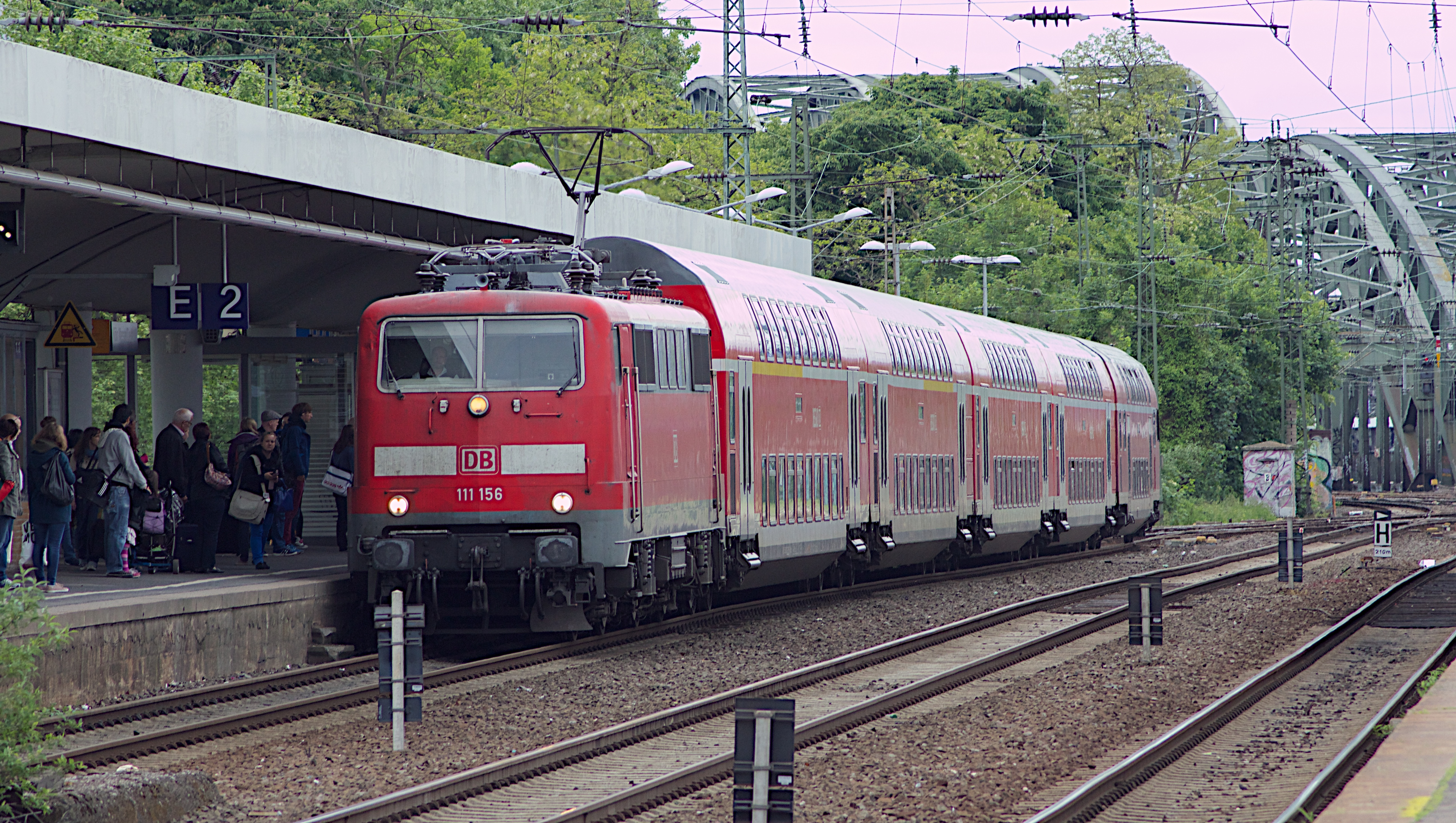
Emeletes regionális vonat
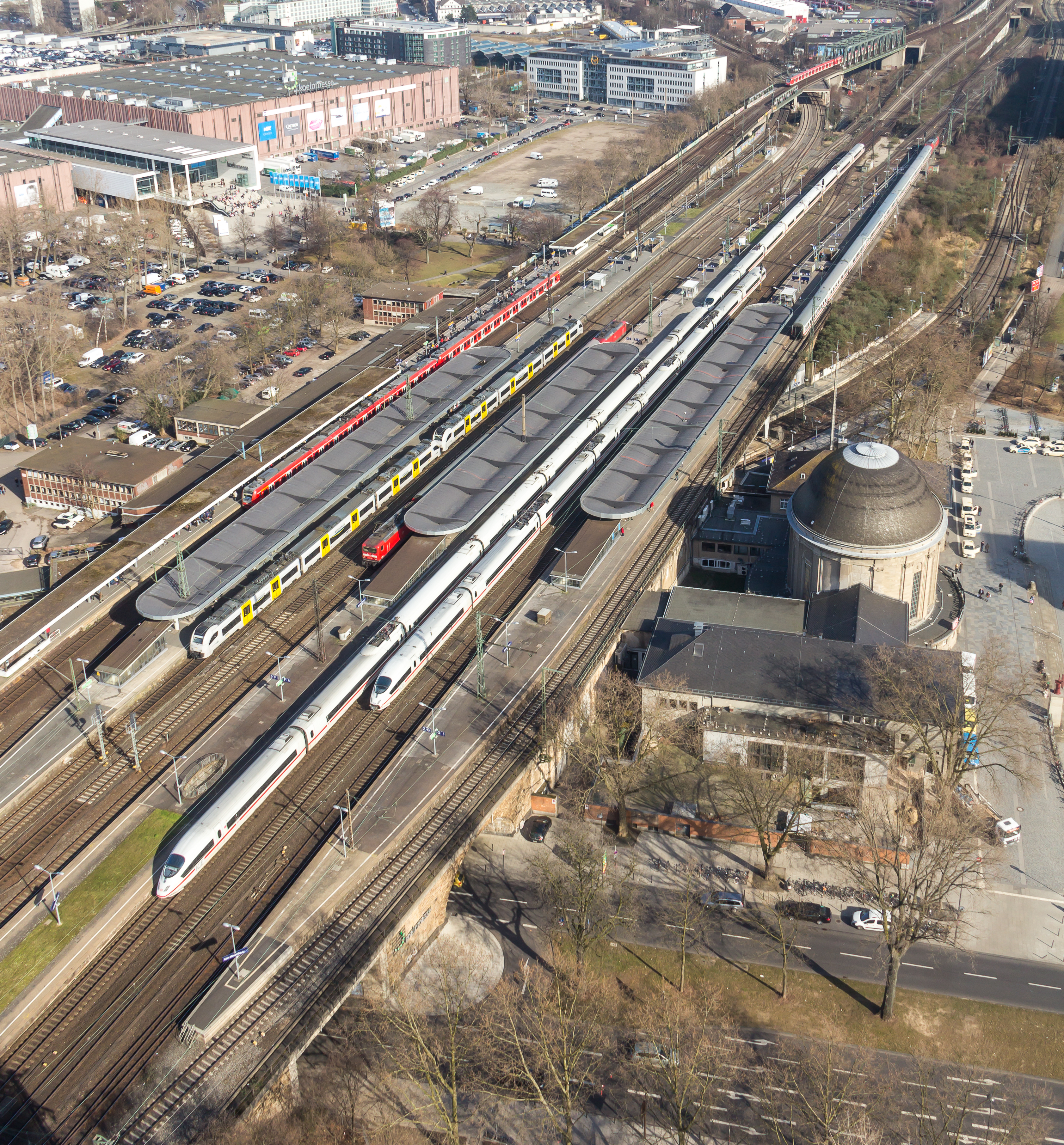
Az állomás madártávlatból
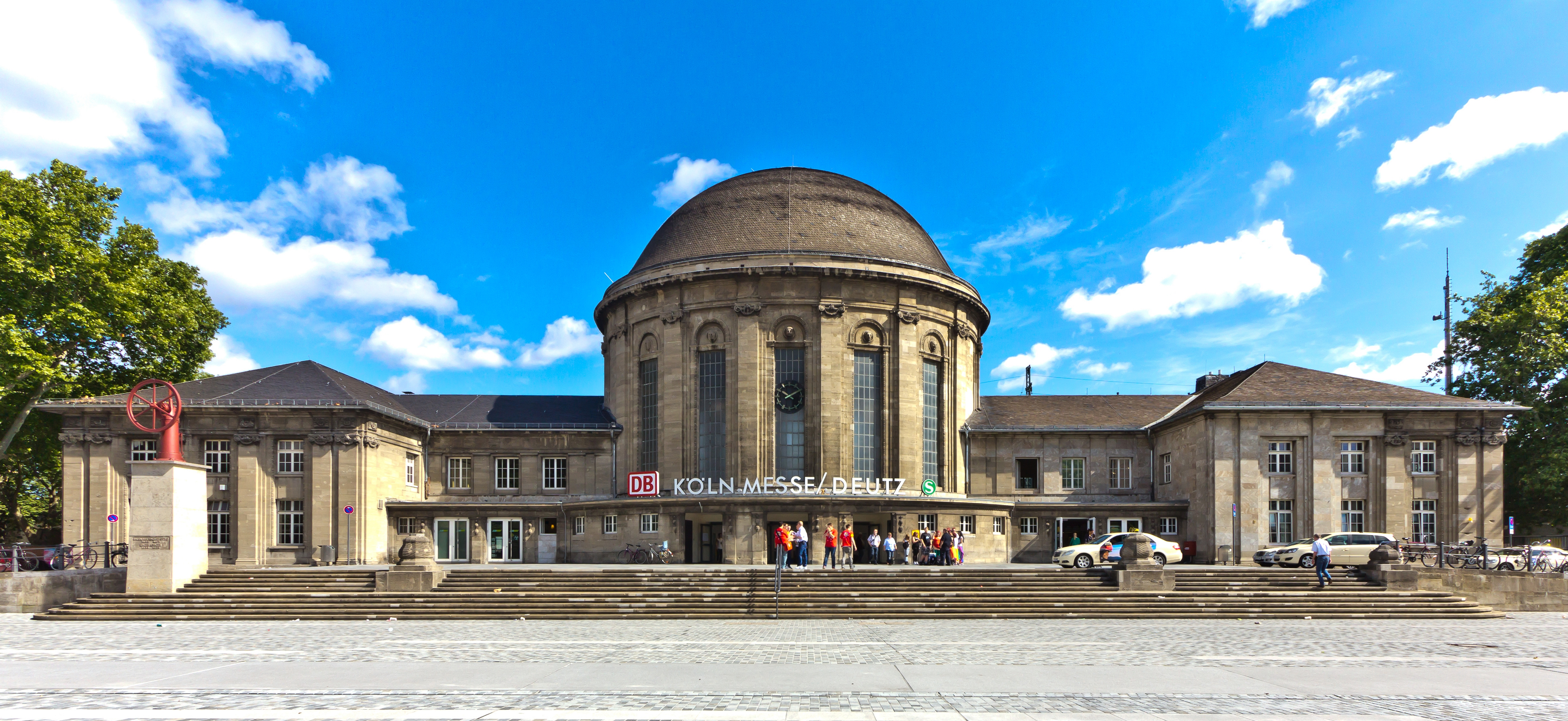
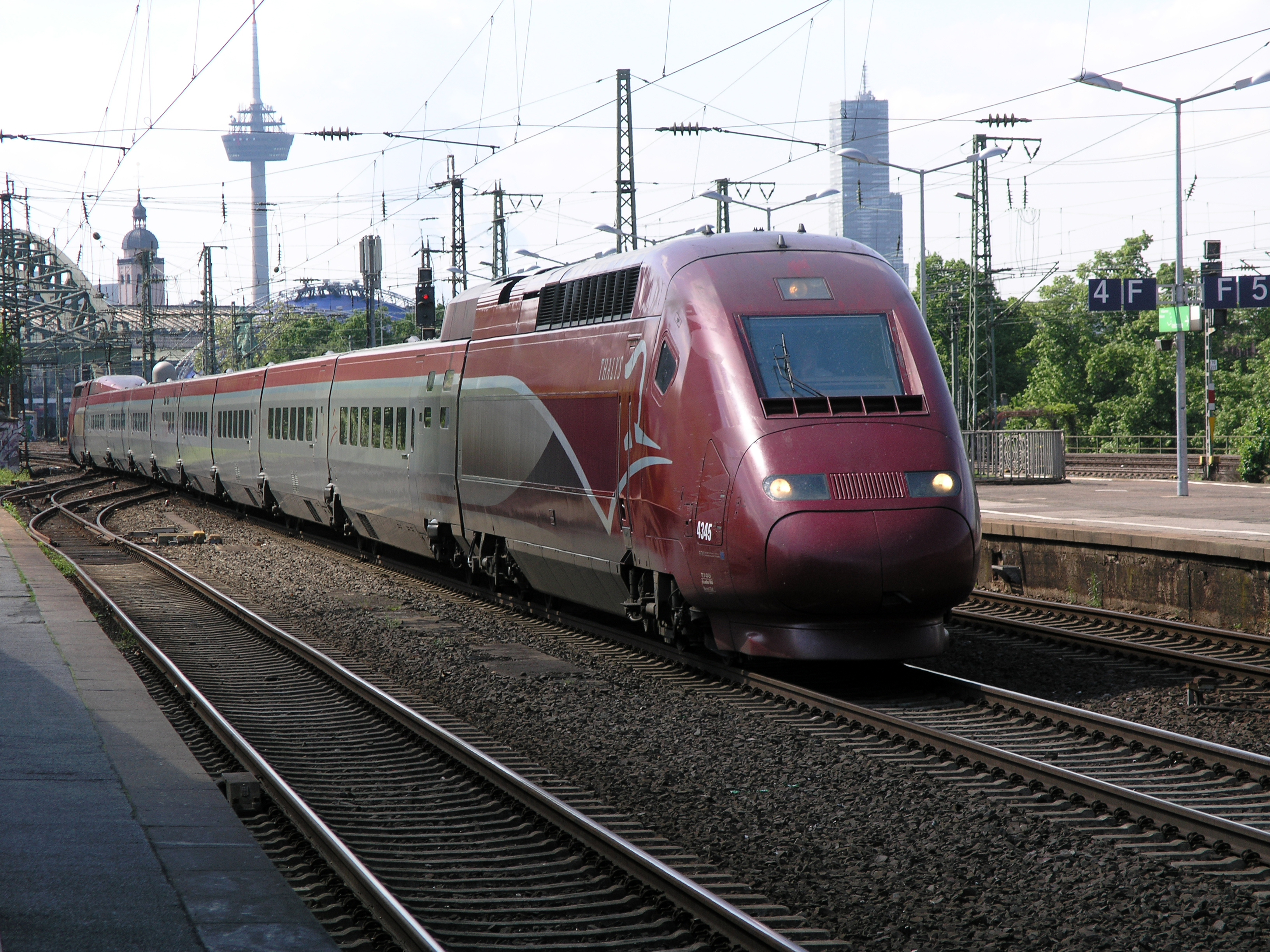
Thalys nagysebességű motorvonat
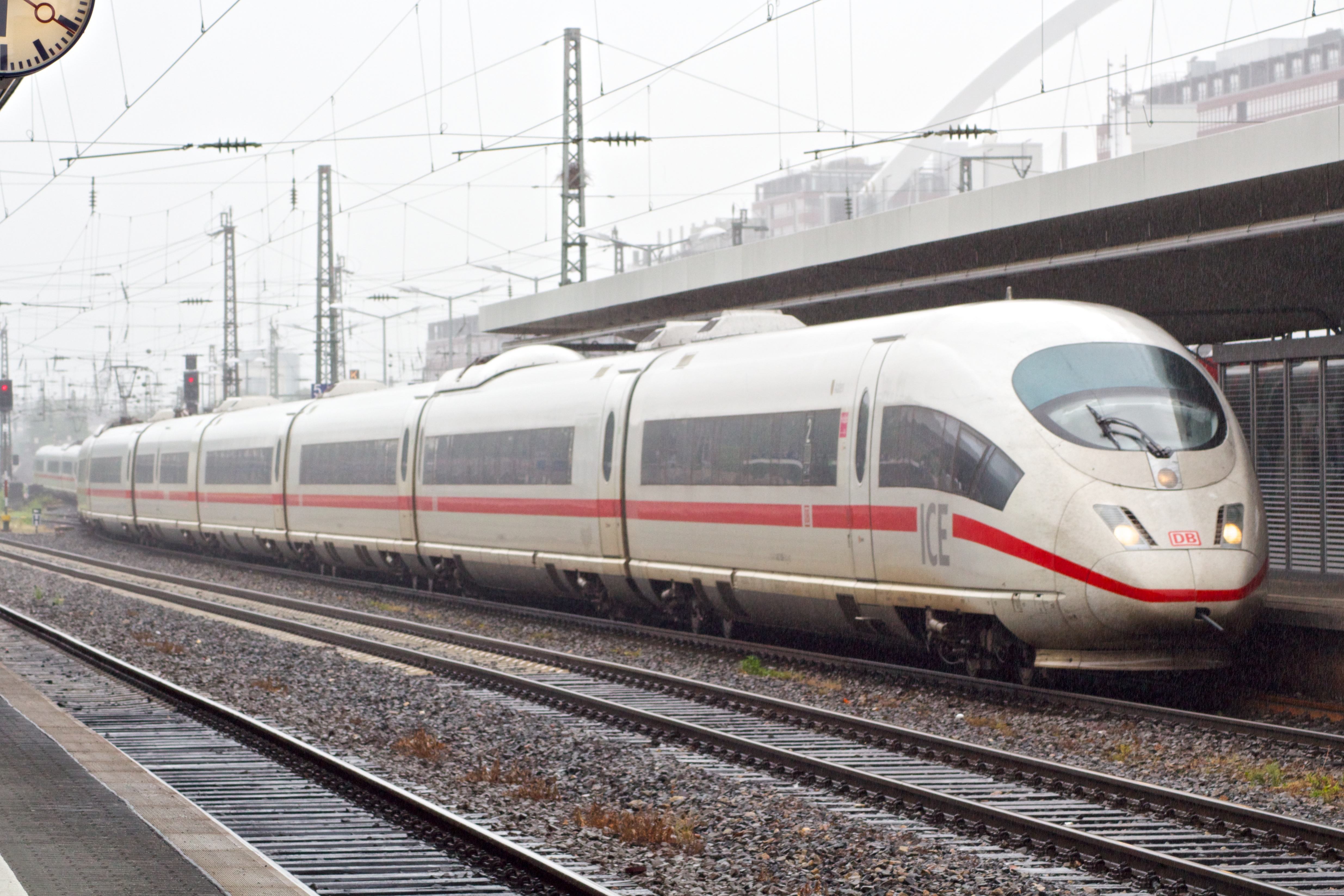
ICE 3 motorvonat
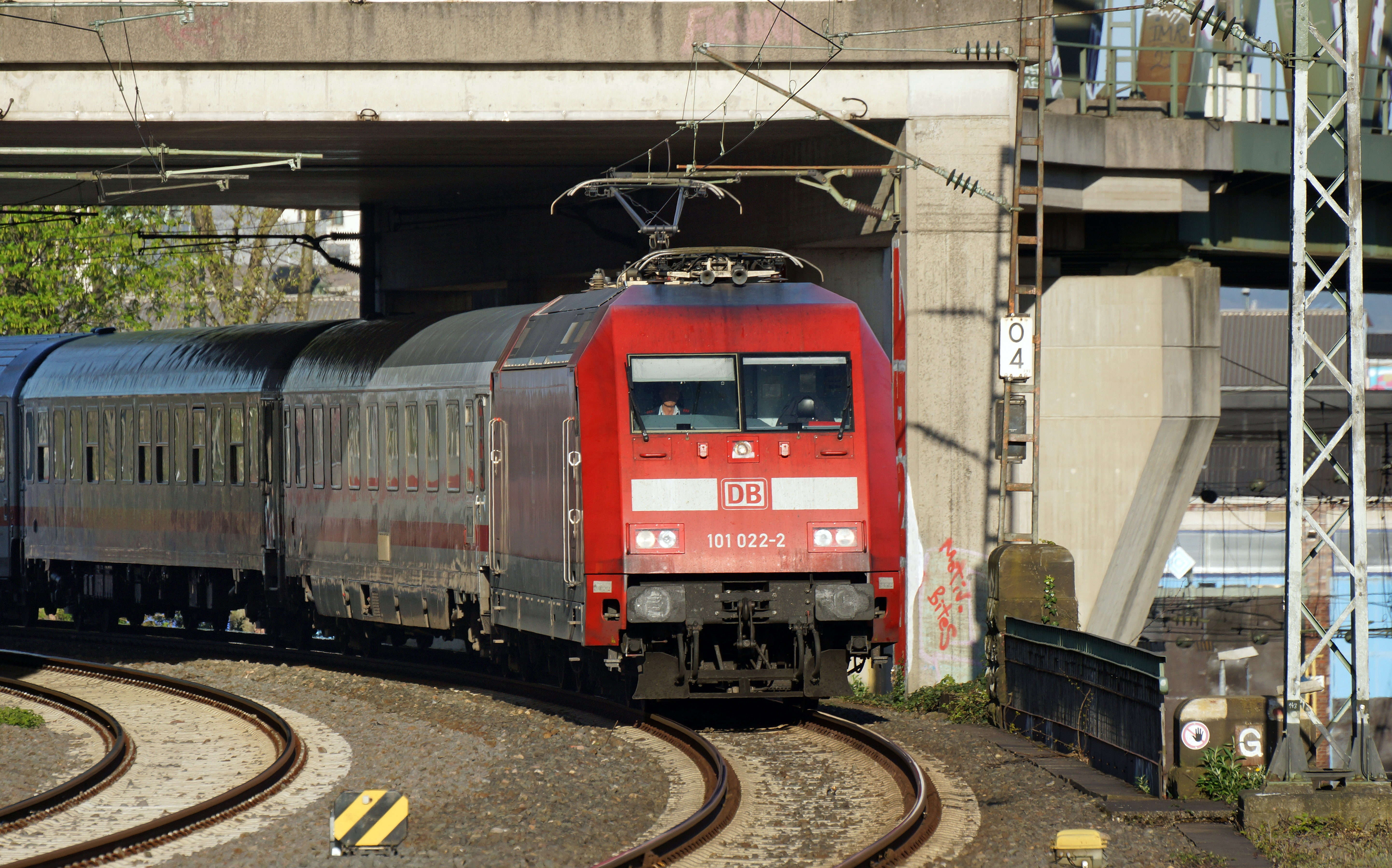
IC vonat érkezik
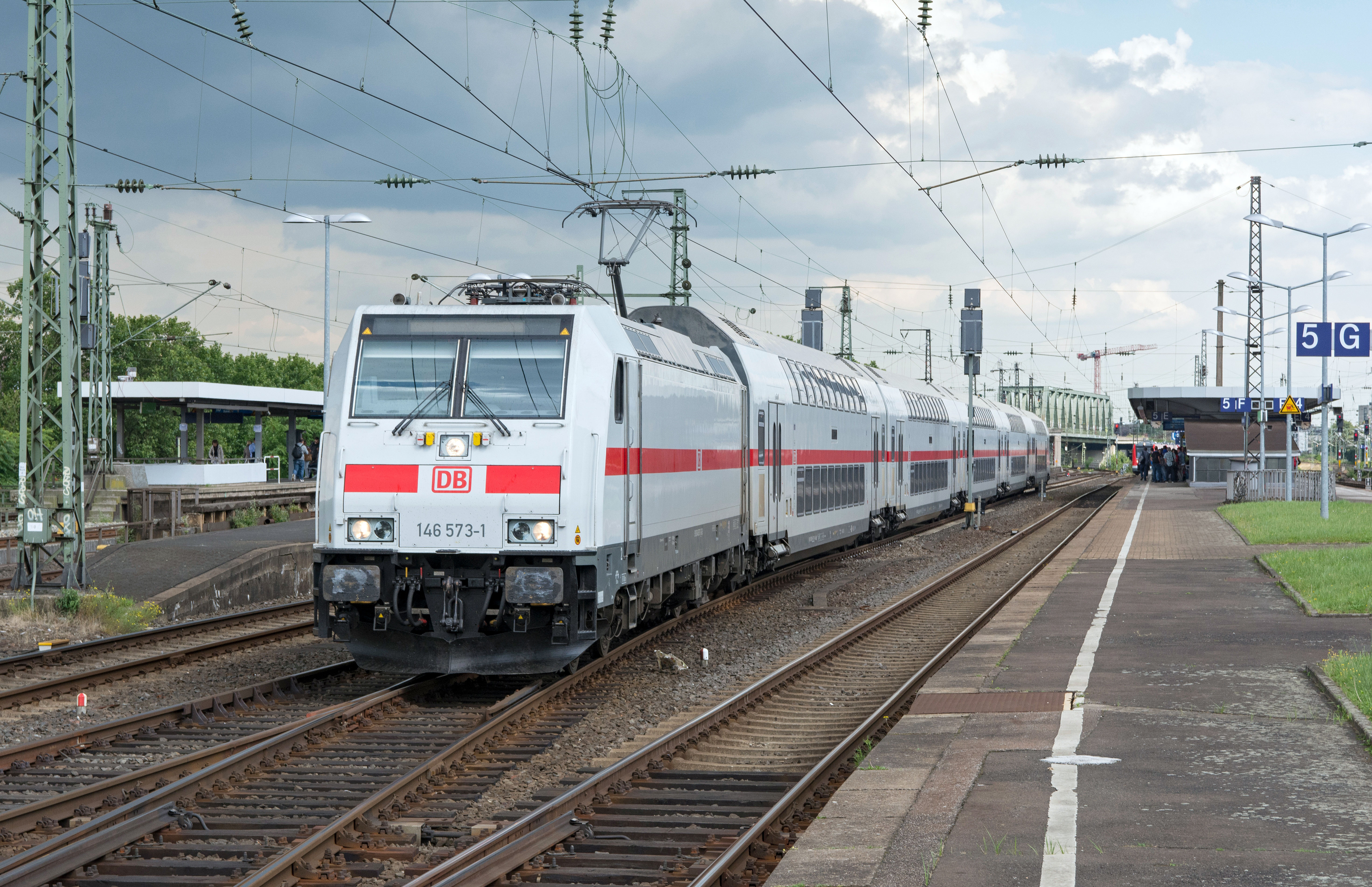
Emeletes IC vonat
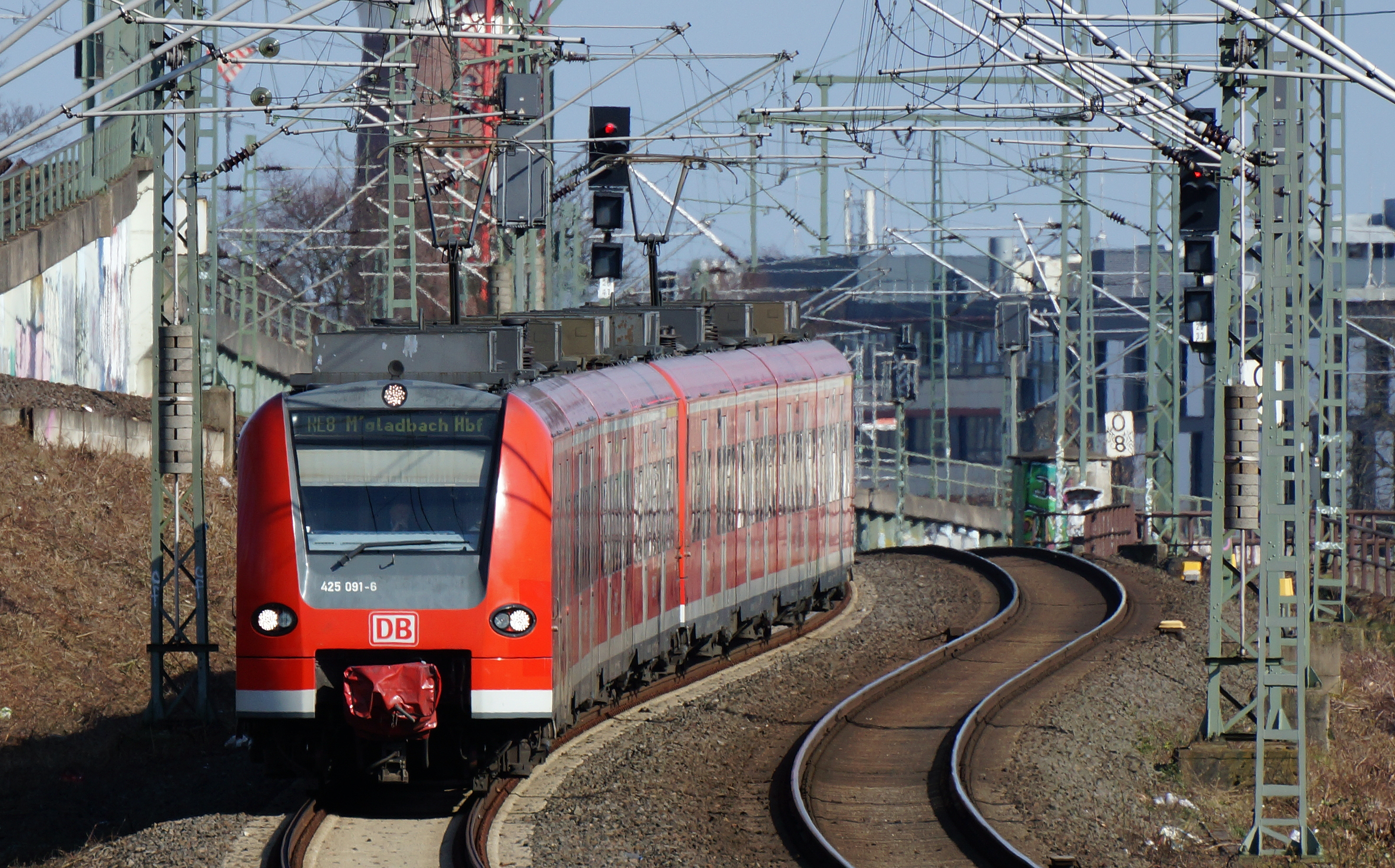
S-Bahn járat
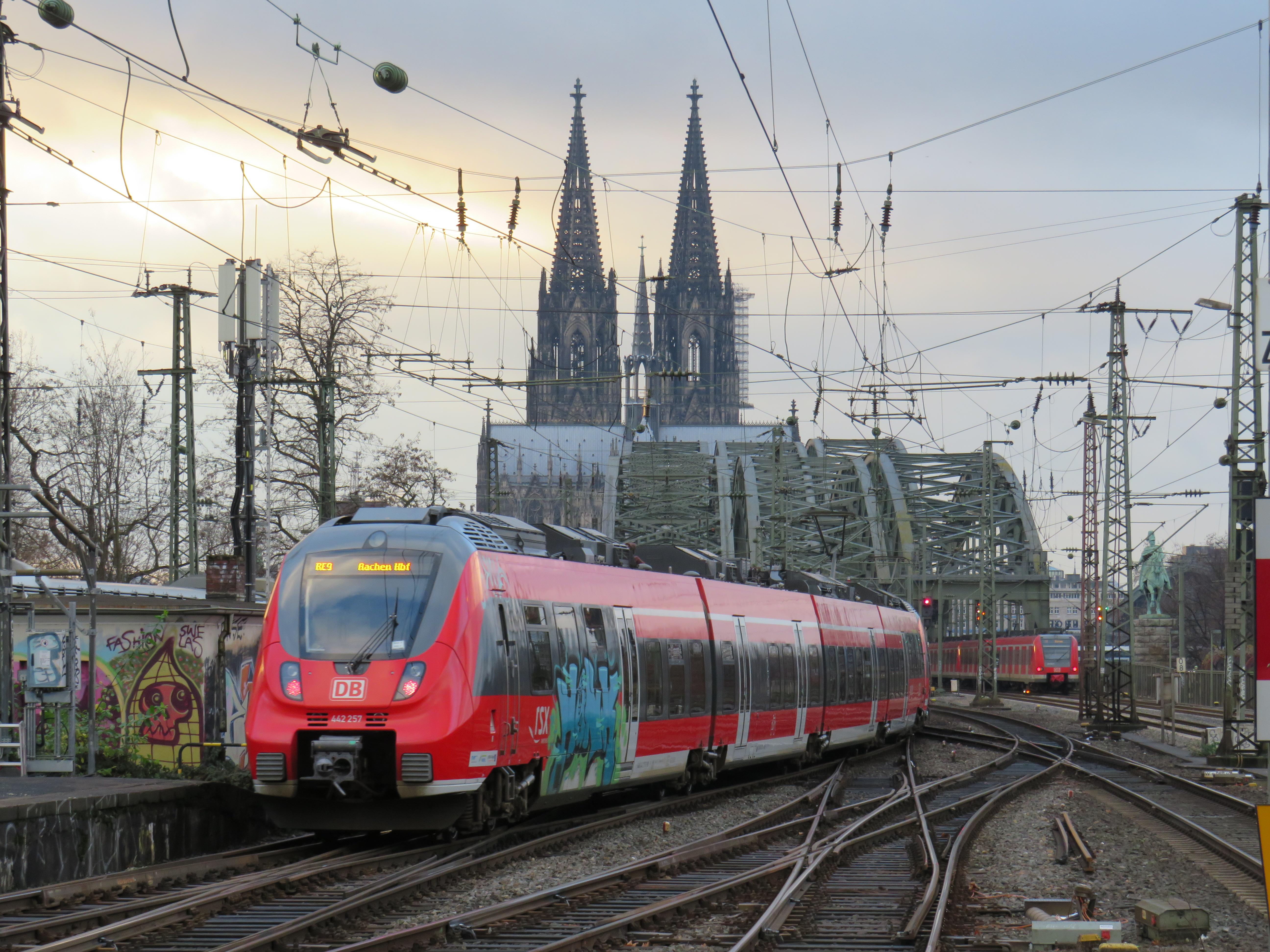
Talent2-es, háttérben a Kölni dóm
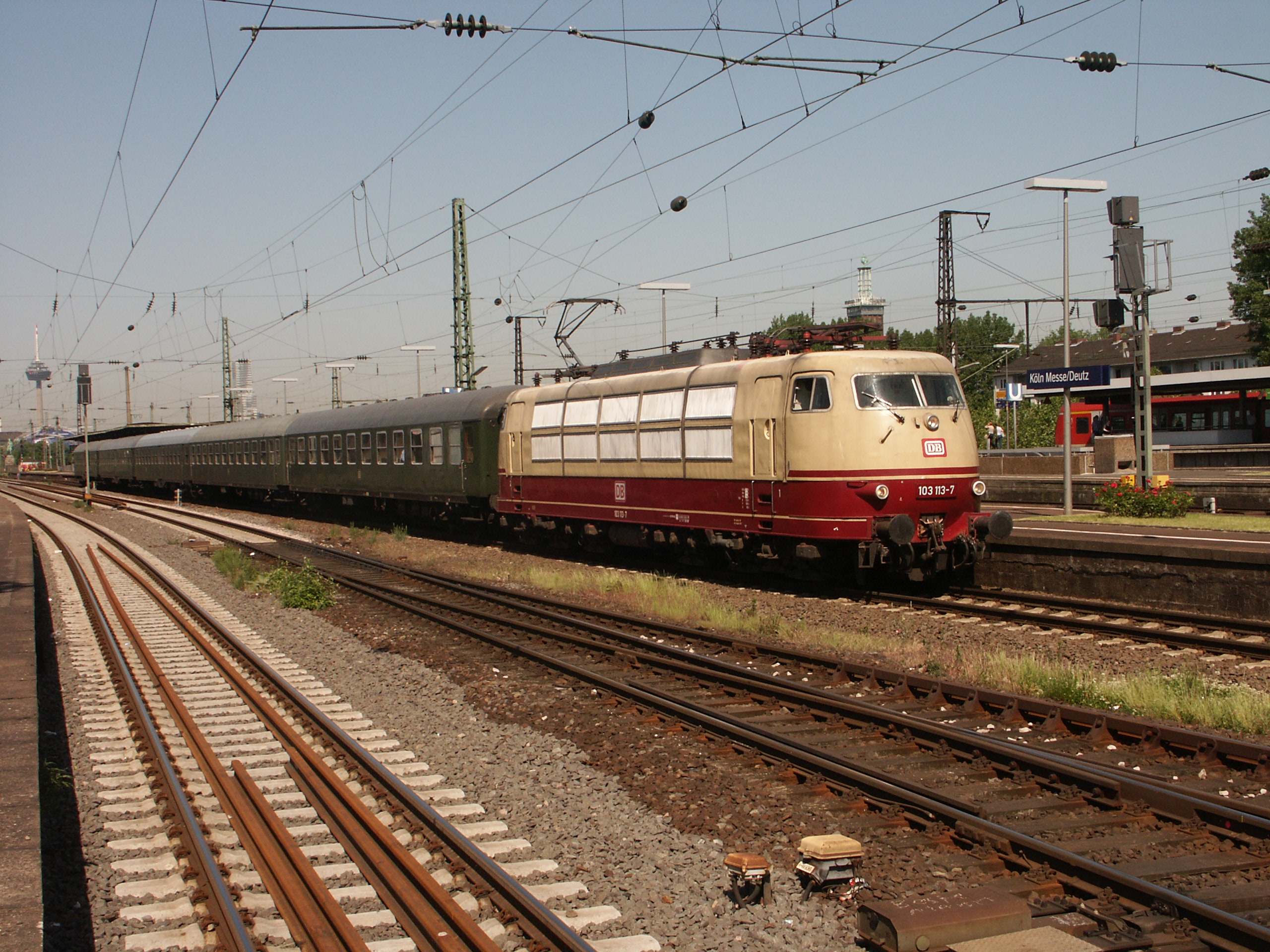
DB 103 sorozatú villamos mozdony
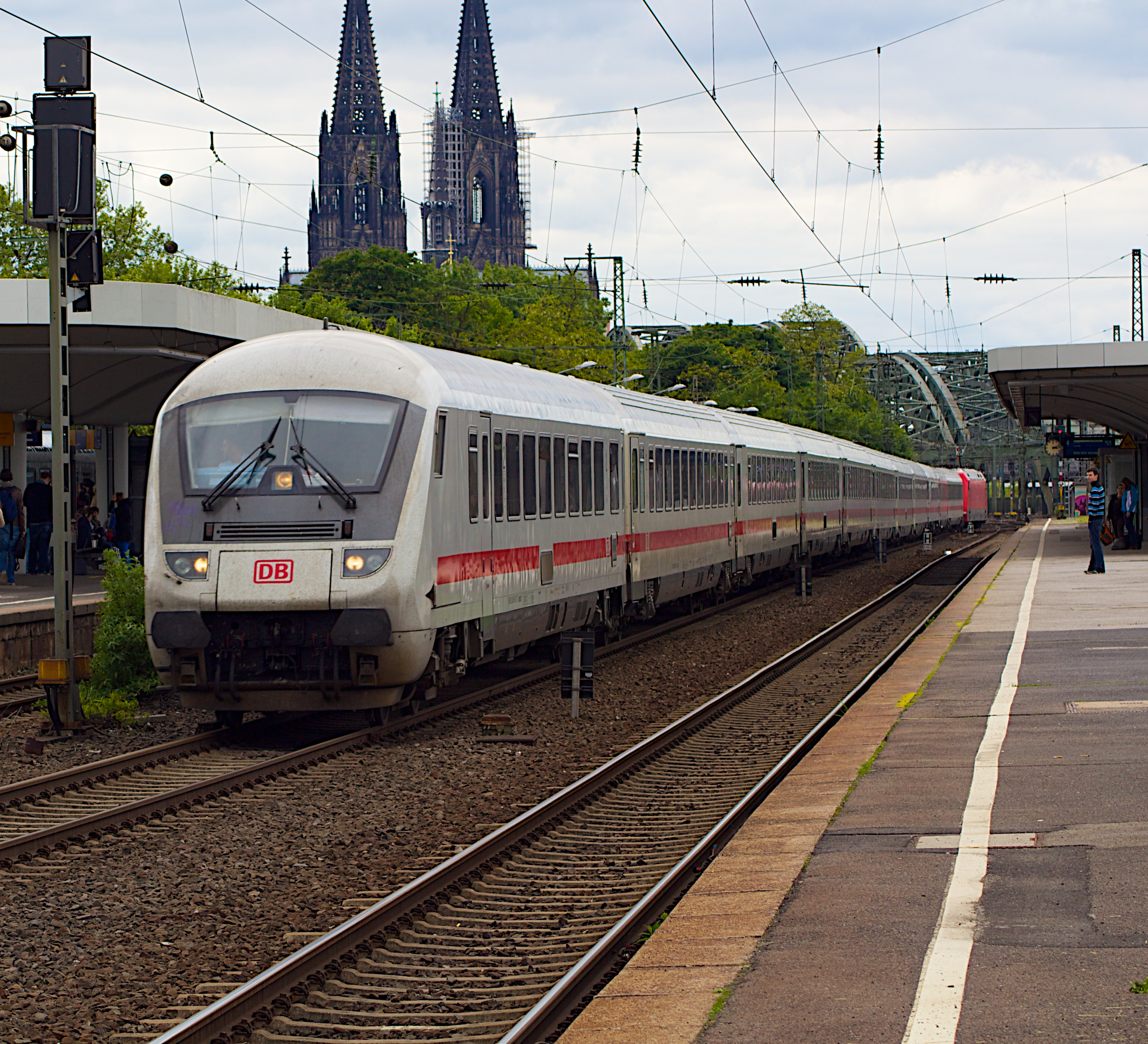
Vezérlőkocsis IC vonat
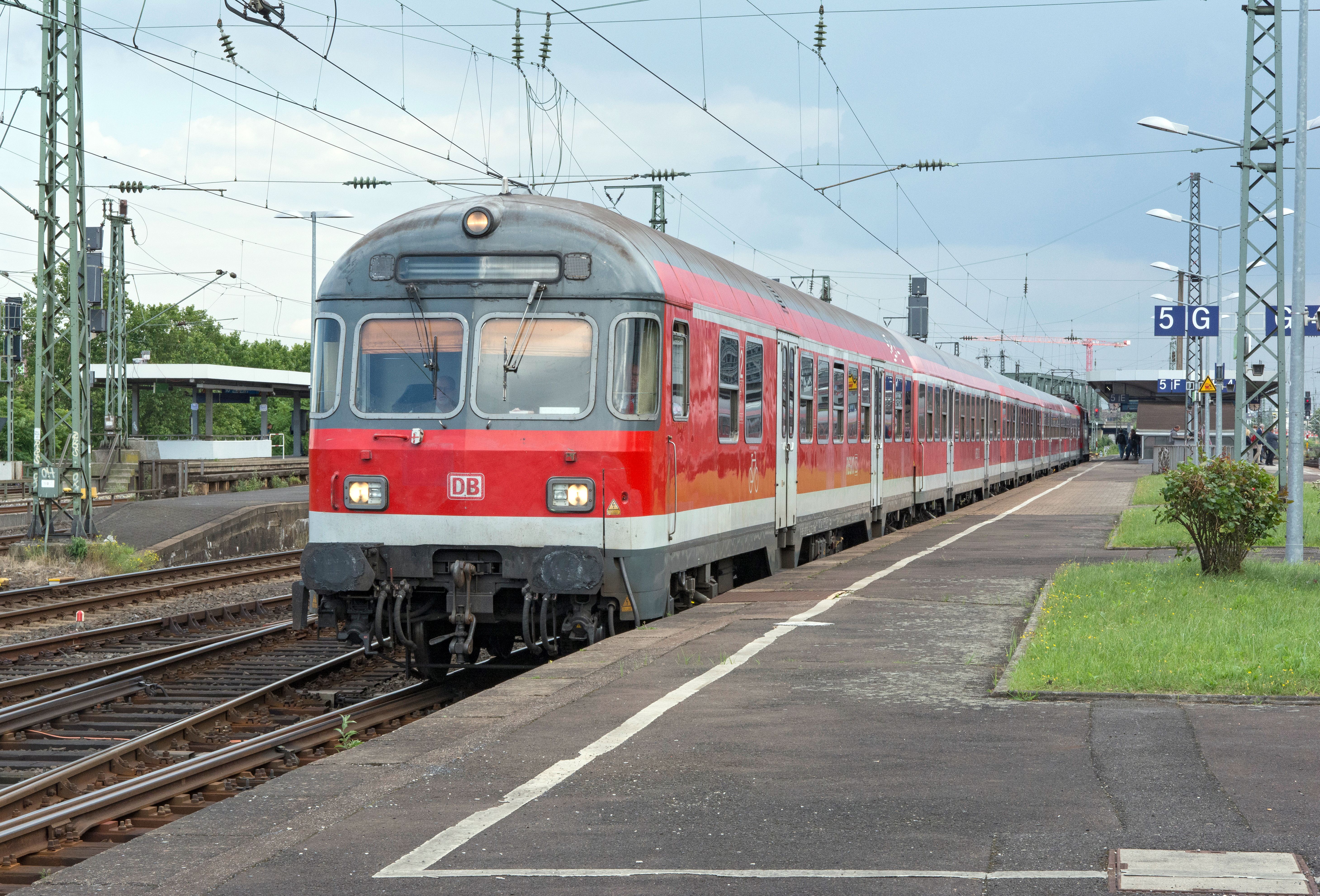
Regionális vonat
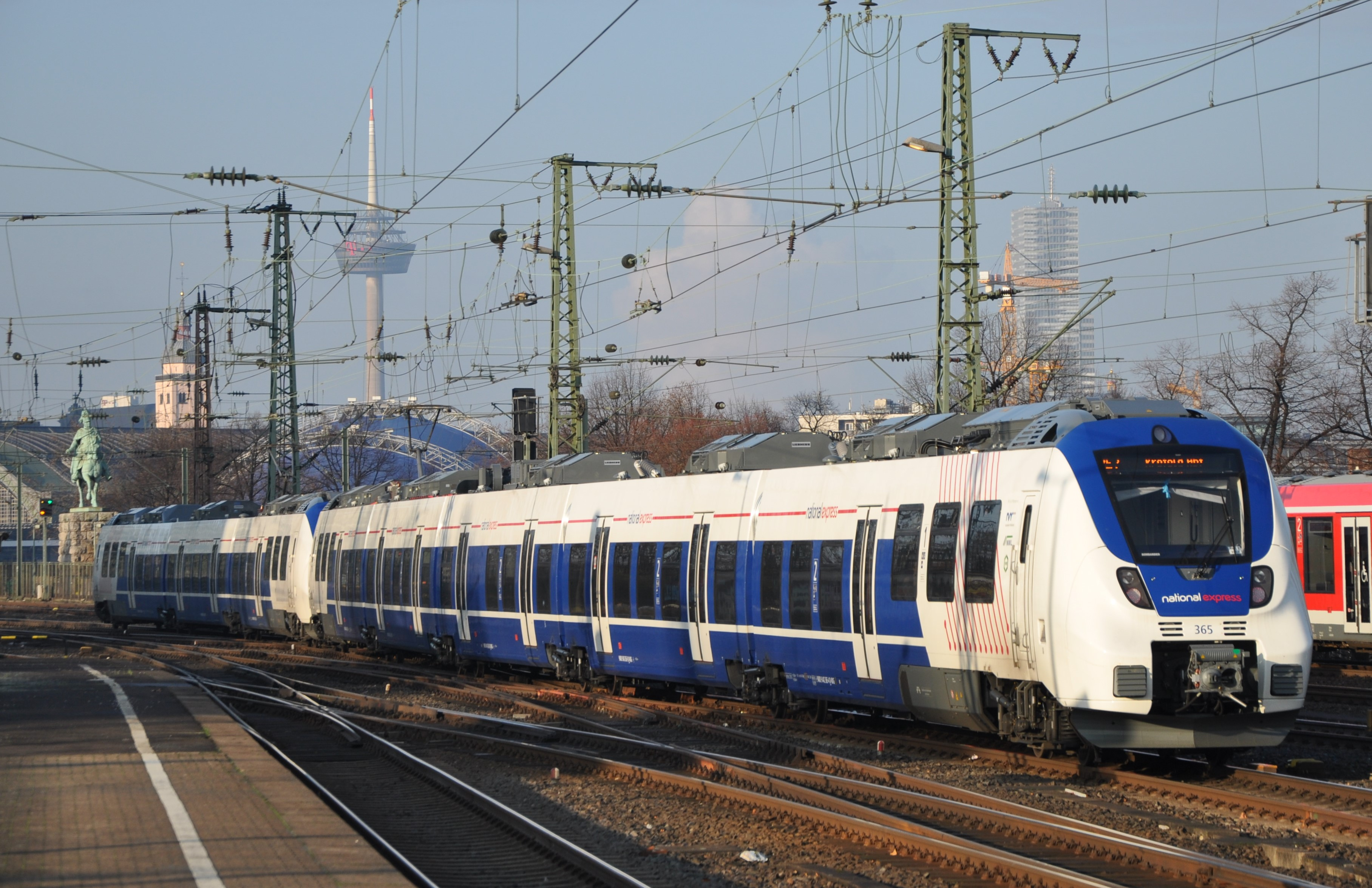
National Express